# Liste der Bodendenkmale in Hameln
In der Liste der Bodendenkmale in Hameln sind die Bodendenkmale der niedersächsischen Gemeinde Hameln aufgeführt. Die Quelle ist der Denkmalatlas Niedersachsen. 

Hameln im Landkreis Hameln-Pyrmont

Der Stand der Liste ist der 29. Januar 2025.

## Allgemein
In den Spalten finden sich folgende Informationen des Bodendenkmales:
| Lage         | geographische Koordinaten                                                           |
| Bezeichnung  | Bezeichnung lt. Denkmalatlas                                                        |
| Beschreibung | Beschreibung lt. Denkmalatlas                                                       |
| ID           | Objekt-ID                                                                           |
| Bild         | Bild, ggf. zusätzlich mit Link zu weiteren Fotos im Medienarchiv Wikimedia Commons. |

## Halvestorf
| Lage                       | Bezeichnung             | Beschreibung | ID       | Bild |
| -------------------------- | ----------------------- | --- | -------- | ---- |
| 52° 6′ 18″ N, 9° 18′ 14″ O | Halvestorf 1, Grabhügel | Durchmesser ca. 10 m und Höhe ca. 0,5 m. Alter zugewachsener Kopfstich. Nordöstlicher Hügelfuß durch Waldweg zerstört. | 28968821 | BW   |

## Hameln
| Lage                       | Bezeichnung                | Beschreibung | ID       | Bild           |
| -------------------------- | -------------------------- | --- | -------- | -------------- |
| 52° 5′ 44″ N, 9° 19′ 0″ O  | Hameln 30                  | Durchmesser ca. 13 m und Höhe ca. 0,6 m. | 28968918 | BW             |
| 52° 5′ 24″ N, 9° 19′ 13″ O | Hameln 31                  | Durchmesser ca. 7 m und Höhe ca. 1,8 m, bei Anlage des Wanderweges ist eine Aufschüttung erfolgt. Dadurch am Rande zerstört. Vorhanden noch der „Hügelkern“. | 28968919 | BW             |
| 52° 5′ 44″ N, 9° 20′ 42″ O | Hameln 29, Festung         | Festung - ID: 28982293. Fort I : Im westl. Bereich, westl des Parkplatzes der Rest einer Schanze. Erhalten sind zwei parallele, ca. 40 m lange Wälle im Abstand von 15 m, Wallh. nach außen zum Weg ca. 3 m, nach innen mit Graben bis 5 m und deren W-förmiger Abschluss nach Westen. Östl. des Parkplatzes sind Reste eines bis 3 m hohen (Umfassungs-)Walles und einzelne Mauerreste in situ vorhanden, darin ein modern überformter Bereich mit Restaurant und dem Klütturm, der aus Steinen der Festung erbaut wurde, sowie gemauerte Nischen. Erhalten ist auch der Festungs-Brunnen mit gemauerter Fassung, Tiefe laut Beschriftung 138 m. Bauzeit des Forts 1760 – 1784, 1808/1809 geschleift. - ID: 28982296. Fort II : Kleines Plateau, im westl. Bereich sind zwei Wälle von 30 × 15 bzw. 20 × 15 m und H. 3 m erhalten. Am äußeren Rand des Plateaus beginnen zwei Laufgräben. Ehemaliges Zentrum sehr zerwühlt mit unebener Oberfläche. Am Ostrand ein gemauerter Fundamentrest in Richtung S-N sichtbar. Das Fort wurde zwischen 1760 und 1784 erbaut und 1808/1809 zerstört. - ID: 28982297. Fort III : Annähernd sternförmiges Festungswerk mit kleiner angesetzter Bastion im Osten auf einer Fläche von ca. 120 × 130 m gehandelt. Durch den Einbau eines großen modernen Wasserbehälters im südwestl. Teil ist das Gelände stark verändert. Gut sichtbar ist die kleine vorgeschobene Bastion am Ostrand. Im übrigen Bereich sind ein breiter Graben sowie ein innerer und äußerer Wall erkennbar. Das Fort wurde zwischen 1760 und 1784 erbaut und 1808/1809 auf Befehl Napoleons hin geschleift. - ID: 28982298. Überreste eines Wartturmes der Festung. Erhalten ist der Rest eines ringförmigen Walles, zu 2/3 (nördl. Teil), Dm. ca. 20 m, Br. des Walles ca. 8 – 10 m, H. bis 1,5 m. - ID: 28982299. Halbkreisförmiger, nach Norden offener Wall, Dm 25 m, Wallbr. ca. 8 m, H. bis 1,5 m. Der Nordrand weist zwei Eintrichterungen auf. Überreste eines Wartturmes der Festung. | 28950128 | Weitere Bilder |
| 52° 8′ 3″ N, 9° 22′ 9″ O   | Hameln 41, Landwehr        | Von WSW nach ONO verlaufende, ca. 900 m lange Landwehr mit parallelem doppeltem Wall-Graben-System; im östlichen Bereich auf ca. 200 m Länge nördlicher Wall nicht mehr erhalten; Anschluss an die Holtenser Warte fehlt. - Teilstück ID: 35846980 | 28968797 | BW             |
| 52° 7′ 31″ N, 9° 22′ 30″ O | Hameln 50, Scheibenkreuz   | „Brüdersteine“. Kreuzstein aus Sandstein. H. 80 cm; Br. 40 cm; St. 22 cm. Auf der Vorderseite ein Tatzenkreuz in Resten erkennbar. Die Querbalken sind abgeschlagen, ihre ehemalige Länge unsicher. Zusammen mit dem nahebei stehenden Scheibenkreuz sehr wahrscheinlich vom gleichen Steinmetz erschaffen. Man ist geneigt, beide Kreuze als Steinkreuze anzusprechen, jedoch bleibt die Scheibe dominierend. Es existieren zwei Sagen über die Steine: Nach der einen sollen sich zwei Brüder, durch den Vater mit ungleichem Erbteil bedacht, im Streit mit ihren Sensen umgebracht haben. Nach der anderen Sage sollen zwei Brüder wegen eines Mädchens sich aus Eifersucht getötet und auch hier bestattet worden sein. Das Mädchen habe danach beide Denkmale alljährlich mit Waldblumen geschmückt. | 28974335 | BW             |
| 52° 7′ 30″ N, 9° 22′ 31″ O | Hameln 51, Scheibenkreuz   | | 28974337 | BW             |
| 52° 5′ 46″ N, 9° 19′ 27″ O | Hameln 59, Schanze         | Schanze in Form eines sechszackigen Sternes mit Außengraben, Wall und innen eingetiefter Fläche. Wallhöhe bis 1,7 m; Grabent. bis 0,5 m. Wahrscheinlich in Zusammenhang mit der Klütfestung errichtet. „Die Sternschanzen der Bergfestung „Fort George“ (1760-1808) sollten nur im Verteidigungsfall mit leichtem Geschütz und wenigen Grenadieren besetzt werden.“ | 32852912 | BW             |
| 52° 7′ 37″ N, 9° 22′ 11″ O | Hameln 87, Landwehr        | In NW-SO Richtung verlaufende Landwehr mit Wall und nach NO vorgelagertem Graben. Querung durch als Hohlweg eingeschnittenen früheren Holtenser Landstraße mit je einem ca. 80 m langen NW- und SO-Teilstück. NW-Teilstück durch Hohlwegsystem mehrfach unterbrochen. Die Landwehr dürfte den Verkehr auf die Vorgänger der heutigen Holtenser Landstraße, die tw. noch in Form von Hohlwegen erhalten sind, gelenkt haben und damit eine Umgehung der Stadt Hameln verhindert haben. Ob diese Landwehr älter ist als die weiter stadtauswärts gelegene „Holtenser Landwehr“ oder eine zweite Wegesperre darstellt, ist bislang nicht geklärt. - Teilstück ID: 35846897 - Teilstück ID: 35847514 - Teilstück ID: 35847533 | 28950271 | BW             |
| 52° 7′ 16″ N, 9° 23′ 31″ O | Hameln 92, Baßberger Thurm | Steiler, kleiner Hügel von ca. 7 × 9 m Dm, mit abgeflachter Kuppe, H. ca. 0,8 m. Unter der Laubschicht sind Steine vereinzelt fühl- bzw. sichtbar. Ca. 2 m westl. eine weitere Anhöhe, Dm. ca. 13 × 15 m, H. bis 1 m. (Die Mittelpunkte beider Anhöhen sind ca. 13 m voneinander entfernt). Südl. der beiden Hügel mehrere längliche Gruben (Br. bis 3 m, T. bis 0,8 m). Der „Basberger Wartturm“ ist archivalisch überliefert. U.a. ist er auch auf der Hamelner Stadtansicht von Caspar Merian aus dem Jahre 1654 und auf einer Karte von 1760 abgebildet. | 28950370 | BW             |
| 52° 5′ 52″ N, 9° 19′ 44″ O | Hameln 140, Schanze        | Rechteckige Umwallung, SW-NO ausgerichtet, ca. 14 × 15 m, außen schwacher Graben, im W bis 0,5 m T; Wallhöhe bis 1 m. Im NW und SO Durchbrüche vorhanden. Vermutlich in Zusammenhang mit der Klütfestung errichtet. | 28950743 | BW             |
| 52° 8′ 14″ N, 9° 23′ 4″ O  | Hameln 145, Landwehr       | Annähernd N-S verlaufende Landwehr mit zwei Wällen und Graben; teils mit drei Wällen. - Teilstück ID: 35847998 | 28981373 | BW             |
| 52° 6′ 48″ N, 9° 23′ 52″ O | Hameln 146, Warte          | Fundamentreste zu einem Wartturm, Dm. ca. 2,5 – 2,8 m. Zu sehen sind eine Lage Außenmauerwerk mit innenliegenden Bruchsteinen durch vermutl. Kalkmörtel gefestigt. Die Quader des Sichtmauerwerkes sind sorgfältig zugearbeitet. | 28974472 | BW             |
| 52° 4′ 47″ N, 9° 18′ 18″ O | Hameln 157, Grabhügel      | Durchmesser ca. 20 m und Höhe ca. 2 m. Ca. zehn Störungen (Dm. 1 – 1,5 m, T. 0,2 – 0,5 m). | 28951343 | BW             |
| 52° 7′ 30″ N, 9° 22′ 28″ O | Hameln 159, Hohlwegbündel  | Zwei Hohlwege in Richtung SSW-NNO, der westl. Weg ist auf ca. 300 m. L. erhalten und gabelt sich im N in zwei Spuren auf, davon läuft die westl. Spur im Winkel zwischen den beiden Straßen aus, die östl. ist durch den Weg „am Schöt“ unterbrochen und läuft dann östl. des Weges noch etwa 50 m weiter in Richtung NO. Der östl. Hohlweg ist auf ca. 200 m Länge erhalten und endet am Weg „am Schöt“. Br. der Hohlwege bis ca. 10 m, bis 2,5 m tief eingeschnitten. Im nördl. Teil verlaufen die Hohlwege durch die W-O verlaufende Landwehr, die hier einen Durchlass besitzt. Vorläufer der Holtenser Landstraße, die wichtige Verbindungen von und nach Hameln in Richtung N darstellten. - Teilstück ID: 35847998 | 28976288 | BW             |
| 52° 6′ 52″ N, 9° 23′ 41″ O | Hameln 160, Grabhügel      | Durchmesser ca. 10 m und Höhe ca. 0,5 m. Annähernd rund. | 28975553 | BW             |
| 52° 8′ 11″ N, 9° 23′ 4″ O  | Hameln 204, Landwehr       | Gut erhalten, Wall mit nördl. vorgelagertem Graben auf S-Hang, L. ca. 280 m. Wallbr. ca. 4 m, H. ca. 0,8 m, Grabenbr. ca. 4 m, T. ca. 0,7 m. Auf ca. 40 m Länge vorgelagert in 30 m Entfernung nach N ein weiterer Wall-Graben-Abschnitt, etwas schwächer ausgeprägt. Reste einer Warte nördlich der Landwehr, der sog. Holtenser Landwehr an der Gemarkungsgrenze zu Holtensen und weiteren Landwehrresten und Hohlwegen östl. und westl. der Holtenser Landstraße. - Teilstück ID: 41697154 - Teilstück ID: 41697528 | 41697154 | BW             |

### Hameln 147
- ID:28951335
- Grabhügelfeld.

| Lage                       | Bezeichnung | Beschreibung | ID       | Bild |
| -------------------------- | ----------- | --- | -------- | ---- |
| 52° 5′ 47″ N, 9° 19′ 1″ O  | Hameln 147  | Durchmesser ca. 18 m und Höhe ca. 0,8 m. Kuppe stark abgeflacht.                                                                                             | 28951336 | BW   |
| 52° 5′ 47″ N, 9° 19′ 0″ O  | Hameln 148  | Durchmesser ca. 15 m und Höhe ca. 0,7 m. | 28951337 | BW   |
| 52° 5′ 48″ N, 9° 19′ 0″ O  | Hameln 149  | Durchmesser ca. 12 m und Höhe ca. 0,5 m. Kuppe stark abgeflacht.                                                                                             | 28951338 | BW   |
| 52° 5′ 48″ N, 9° 18′ 59″ O | Hameln 150  | Durchmesser ca. 12 m und Höhe ca. 0,5 m. | 28951339 | BW   |
| 52° 5′ 49″ N, 9° 18′ 59″ O | Hameln 151  | Durchmesser ca. 20 m und Höhe ca. 1 m. Alte Störung an der nordöstl. Seite (Dm. 3 m, T. 0,60 m). Kuppe abgeflacht.                                           | 28951340 | BW   |
| 52° 5′ 49″ N, 9° 18′ 58″ O | Hameln 152  | Durchmesser ca. 20 m und Höhe ca. 1 m. Alter Kopfstich (Dm. 5 m, T. 0,30 m). An südwestl. Seite schützengrabenähnliche Störung (L. 5 m, Br. 3 m, T. 0,80 m). | 28951341 | BW   |
| 52° 5′ 48″ N, 9° 18′ 58″ O | Hameln 153  | Durchmesser ca. 18 m und Höhe ca. 0,8 m. | 28951342 | BW   |

### Hameln 154
- ID:28951344
- Grabhügelfeld.

| Lage                       | Bezeichnung | Beschreibung                                                                          | ID       | Bild |
| -------------------------- | ----------- | ------------------------------------------------------------------------------------- | -------- | ---- |
| 52° 5′ 25″ N, 9° 19′ 16″ O | Hameln 154  | Durchmesser ca. 20 m und Höhe ca. 1 m.                                                | 28951345 | BW   |
| 52° 5′ 24″ N, 9° 19′ 13″ O | Hameln 155  | Durchmesser ca. 20 m und Höhe ca. 1 m.                                                | 28951346 | BW   |
| 52° 5′ 26″ N, 9° 19′ 12″ O | Hameln 156  | Durchmesser ca. 15 m und Höhe ca. 1 m. Am südl. Hügelfuß durch alten Wegebau gestört. | 28951347 | BW   |

## Hastenbeck
| Lage                       | Bezeichnung                     | Beschreibung | ID       | Bild |
| -------------------------- | ------------------------------- | --- | -------- | ---- |
| 52° 4′ 31″ N, 9° 24′ 57″ O | Hastenbeck 3, Festung Wobersnow | Großzügig dimensionierte Wasserschlossanlage, bestehend aus einem rechteckigen, ca. 55 × 70 m messenden Innenhof innerhalb eines mit Wallmauern gefassten Kurtinengevierts, dem an den vier Ecken Spitzbastionen mit je zwei Facen und zwei Kehlen als Geschütz-Kavaliere angefügt sind; das Ganze umgeben von sehr breiten Gräften, die eine quadratische Grundfläche von ca. 180 m Seitenlänge einnehmen. In der Mitte der östlichen Kurtine ein mit Segmenttonne überwölbter Kasemattenraum. Von den einstigen Baulichkeiten ist nach Schleifung nichts erhalten geblieben; mit Ausnahme der nördlichen Wallmauer wurde sämtliches Steinmaterial abtransportiert, die südliche Kurtine eingeebnet und die Graften bis auf den westlichen Teil trockengelegt bzw. der Verlandung anheimgegeben. Das ganze Areal wurde später zum Park mit dichtem Baumbestand umgewandelt. | 28950760 | BW   |

## Tündern
| Lage                       | Bezeichnung         | Beschreibung | ID       | Bild |
| -------------------------- | ------------------- | --- | -------- | ---- |
| 52° 4′ 31″ N, 9° 24′ 57″ O | Tündern 25, Hohlweg | Heute noch auf ca. 500 m Länge erhalten. Westliches Teilstück ist 2,5 bis 3 m eingetieft, Br. bis 20 m. Im Westen läuft der Hohlweg in das umgebende Gelände aus. Weiter östlich wird der Hohlweg von einem Feldweg unterbrochen. Östliches Teilstück ist bis 2,5 m eingetieft, Br. bis 10 m. Weiter östl. ist nur noch stellenweise eine sehr schwache Einsenkung in Fortsetzung des Weges im Gelände erkennbar. - Teilstück ID: 38472176 | 28977366 | BW   |